# Bajguł
Bajguł (ros. Байгул) – wieś w Rosji, w Kraju Zabajkalskim, w rejonie czernyszewskim. W 2010 liczyła 993 mieszkańców.